# 주리룬
주리룬(중국어: 朱立倫, 병음: Zhū Lìlún, 1961년 6월 7일~)은 대만의 정치인이다. 2001년부터 2009년까지 타오위안 현의 현장(縣長)을 역임했으며, 2009년부터 2010년까지 중화민국 행정원의 부원장을 지내며 당시 원장이었던 우둔이를 보좌하였다. 이후 2010년부터 2015년까지 신베이시의 시장을 맡았으며, 2015년부터 우둔이의 뒤를 이어 중국 국민당의 제1주석에 취임하였다. 훙슈주를 대신해 2016년 중화민국 총통 선거에 출마했으나 민주진보당의 차이잉원 후보에게 패해 낙선하였다. 2021년부터 다시 중국국민당 주석으로 돌아와서 허우유이 신베이시 시장과 함께 차기 대선후보로 거론되기도 했다.

## 학력
- 대북시립 건국 고등학교
- 국립 타이완 대학교 학사
- 뉴욕 대학교 금융학과 석사
- 뉴욕 대학교 회계학과 박사

## 역대 선거 결과
| 선거명               | 직책명   | 선거구             | 대수 | 정당       | 득표율 | 득표수      | 결과 | 당락 |
| -------------------- | -------- | ------------------ | ---- | ---------- | ------ | ----------- | ---- | ---- |
| 1998년 입법위원 선거 | 입법위원 | 타오위안 현 선거구 | 4대  | 중국국민당 | 5.21%  | 34,971표    | 10위 | 당선 |
| 2001년 지방 선거     | 현장     | 타오위안 현        | 14대 | 중국국민당 | 55.24% | 441,827표   | 1위  | 당선 |
| 2005년 지방 선거     | 현장     | 타오위안 현        | 15대 | 중국국민당 | 60.84% | 488,979표   | 1위  | 당선 |
| 2010년 직할시 선거   | 시장     | 신베이시           | 초대 | 중국국민당 | 52.61% | 1,115,536표 | 1위  | 당선 |
| 2014년 지방 선거     | 시장     | 신베이시           | 2대  | 중국국민당 | 50.06% | 959,302표   | 1위  | 당선 |
| 2016년 총통 선거     | 총통     | 타이완 지구        | 14대 | 중국국민당 | 31.04% | 3,813,365표 | 2위  | 낙선 |